# Glutaminska kiselina
Glutaminska kiselina je jedna od 20 aminokiselina koje sudjeluju u izgradnji proteina čovjeka. Kodoni za glutaminsku kiselinu su GAA i GAG. Karboksilni anion i soli glutaminske kiseline nazivaju se glutamati. Glutaminska kiselina je neesencijalna aminokiselina. U živčanom sustavu glutamat je važan neurotransmiter. 
Glutaminsku kiselinu je otkrio i identificirao 1866.g., njemački kemičar Karl Heinrich Leopold Ritthausen. 